# MTG-I 4
O MTG-I 4, também conhecido por Meteosat 17, é um satélite meteorológico geoestacionário europeu que está sendo construído pela Thales Alenia Space em cooperação com a OHB-System GmbH e que está prevista para ser lançado ao espaço no ano de 2031. Ele será operado pela Agência Espacial Europeia (ESA) em conjunto com a EUMETSAT. O satélite será baseado na plataforma LUXOR bus e terá uma expectativa de vida útil de 8,5 anos.